# 568
| [ Edytuj tabelę ]          |                                       |
| Król Bernicji              | - 560 Adda 568 - 568 Etelryk 572      |
| Cesarz Bizancjum           | - 565 Justyn II 578                   |
| Król Essexu                | - 527 Aescwine 587                    |
| Król Franków               | - 561 Guntram I 592                   |
| Król Franków w Austrazji   | - 561 Sigebert I 575                  |
| Król Franków w Neustrii    | - 567 Chilperyk I 584                 |
| Cesarz Japonii             | - 539 Kinmei 571                      |
| Król Kentu                 | - 560 Ethelbert I 616                 |
| Patriarcha Konstantynopola | - 565 Jan III Scholastyk 577          |
| Władca Korei               | - 559 P’yŏngwŏn 590                   |
| Król Longobardów           | - 565 Alboin 572                      |
| Papież                     | - 561 Jan III 574                     |
| Król Persji                | - 531 Chosrow I 579                   |
| Król Wessexu               | - 560 Ceawlin 592                     |
| Król Wizygotów             | - 567 Liuwa I 568 - 568 Leowigild 586 |

Rok 568 / DLXVIII
stulecia: V wiek ~
VI wiek ~
VII wiek

lata: 558 «
563 «
564 «
565 «
566 «
567 «
568
» 569
» 570
» 571
» 572
» 573
» 578

## Wydarzenia

### Według miejsca

#### Europa
- Wiosna – Longobardowie, dowodzeni przez króla Alboina, przekraczają Alpy Julijskie. Ich inwazja na północne Włochy nie napotyka praktycznie żadnego oporu; osłabione wojska Bizancjum, które pozostają w Nizinie Padańskiej i stacjonują w Rawennie, nie są w stanie sprostać przeważającemu najazdowi Longobardów. Mieszkańcy włoskiej wsi uciekają przed nadchodzącą armią. Niektórzy wycofują się na wyspy barierowe wzdłuż północnego brzegu Morza Adriatyckiego, gdzie zakładają stałe osady, m.in. w powstającej Wenecji.[1]
- Romajowie porzucają dzisiejszą Lombardię i Toskanię, aby ustanowić graniczną Marchię na wzgórzach na południe od Rawenny (nadal znanej jako „Le Marche”). Bawarczycy, Sarmaci, Sasi i Tajfalowie, dołączają do trwającej inwazji. W miarę posuwania się, pozostawione przez nich tereny na Półwyspie Bałkańskim wypełniają Awarowie, Protobułgarzy i Słowianie.
- Sigebert I, król Austrazji, odpiera drugi atak Awarów. Jego przyrodni brat Chilperyk I dusi swoją żonę Galswintę za namową swojej kochanki - Fredegundy.
- Leowigild zostaje ogłoszony współkrólem i dziedzicem po drugim roku panowania swego brata Liuwy. Zostaje władcą Wizygotów w Hispania Citerior (wschodnia Hiszpania).[2]
- Mummolus, galijsko-rzymski prefekt, pokonuje Longobardów pod Embrun i wypędza ich z Prowansji (Południowa Galia).
- Kaganat Awarski próbuje wypędzić Kutigurów, którzy uciekli przed Turkutami, nakazując im udanie się na południe od Sawy; ci, którzy odeszli, w większości podlegali potem panowaniu Turków.

#### Wielka Brytania
- Etelryk z Bernicji zostaje następcą swego  brata Addy na tronie Bernicji (współczesna Szkocja). Panował w latach 568–572 (data przybliżona).
- Bitwa pod Wibbandun: Ceawlin z Wesseksu pokonuje Ethelberta I (według „Kroniki anglosaskiej”).

#### Azja
- Turcy i Sasanidzi zdołali zniszczyć Heftalitów na wschodniej granicy (przybliżona data).
- Turecki chan wysyła emisariuszy do Cesarstwa Bizantyjskiego (przybliżona data).

### Według tematu

#### Religia
- Cesarz Justyn II i jego żona Zofia wysyłają „Krzyż Justyna II” („Krzyż Watykański”) do Rzymu, aby poprawić relacje z Cesarstwem Bizantyjskim.[3]
- Paulinus I, patriarcha Akwilei, ucieka ze skarbami swojego kościoła i przenosi je na wyspę Grado.

## Narodziny
- Feng Deyi, kanclerz dynastii Tang (zm. 627)
- Ingunda, księżniczka, małżonka księcia Wizygotów - Hermenegilda (zm. 584)
- Liu Wenjing, kanclerz dynastii Tang (zm. 619)

## Zmarli
- Adda, król Bernicji (przybliżona data)
- Galswinta, królowa Neustrii, małżonka Chilperyka I (ur. 540)